# Petar Petrović (arheolog)
Petar Petrović (Beograd , 14. maj 1938 — Beograd, 9. avgust 1997) bio je srpski arheolog, klasični filolog, еpigrafičar, istoričar, pedagog, rukovodilac brojnih arheoloških i paleografskih istraživanja, а od 1994. direktor Arheološkog instituta u Beogradu.

## Život i karijera
Rođen je 1938. godine u Beogradu. Školovao se u Kraljevu, Nišu i Beogradu, gde je diplomirao na Odeljenju za klasičnu filologiju Filozofskog fakulteta u Beogradu 1960. godine. U Nišu je tokom studija aktivno učestvovao u arheološkim istraživanjima. Zabeleženo je da je bio član ekipe 1957. i 1958.godine na istraživanjima kasnoantičke nekropole u Jagodinmali , pod rukovodstvom Miodraga Grbića. Verovatno su ga ova istraživanja motivisala da magistrira sa temom Istorija Niša od osnivanja do 441. godine.
Godine 1963. bio je stipendista nemačke vlade (DAAD), usavršavajući se u bibliotekama i institucijama u Bonu. U tom periodu radio je na epigrafskoj građi i izvorima vezanim za istoriju antičkog Niša.
Od 1962. godine radio je u Narodnom muzeju u Nišu, na mestu kustosa niškog Muzeja, i na tom mestu ostao je do kraja 1966. godine, da bi naučnu karijeru zvanično započeo 1967.godine kao asistent Arheološkog instituta u Beogradu,a prvo naučno zvanje dobio je posle odbrane doktorske disertacije na Filozofskom fakultetu 1971. godine, sa tezom Paleografija rimskih natpisa u Gornjoj Meziji. Na osnovu svog rada na Filozofskom fakultetu u Prištini i Filozofskom fakultetu u Novom Sadu, dobio je 1989. godine zvanje redovnog profesora Univerziteta.

## Naučni rad
Petar Petrović je rukovodio nizom projekata, među kojima su najznačajniji »Antički Nais« i » - Ravna«. Vodio je Odeljenje za arheologiju Centra za naučna istraživanja SANU u Nišu i Centra za dokumentaciju u Nišu (Medijana) i Knjaževcu (Timacum Minus).
Postao je član Institutum archaeologicum germanicum Nemačkog arheološkog instituta u Berlinu 1996. godine. Učestvovao je u nizu međunarodnih projekata posvećenih antičkoj arheologiji, kao što su Tabula Imperii Romani i Corpus Signorum Imperii Romani. Bio je i dugogodišnji član Centra za antičku epigrafiku i numizmatiku Filozofskog fakulteta u Beogradu i Međunarodne komisije za proučavanje indoevropeizacije i trakološke studije Instituta za trakološke studije u Bukureštu.
Bio je predsednik Srpskog arheološkog društva i urednik Glasnika Srpskog arheološkog društva.
Sistematski je istraživao Istočnu Srbiju i Ponišavlje.
Bio je urednik i autor Zbornika radova međunarodnog simpozijuma „Rimski limes na srednjem i donjem Dunavu“, (Kladovo,1994), i urednik časopisa Starinar (XLIII–XLIV, 1992–1993 (1994), XLV–XLVI, 1994–1995 (1995), XLVII, 1996), Arheološkog instituta u Beogradu.

## Dela
- Niš u antičko doba, Gradina Niš (1976)
- Medijana - rezidencija rimskih careva (1994)
- (istorijski uvod, kritička obrada natpisa, registri 1979)
- (1995)
- (1974)
- Медијана, изд. Народни музеј Ниш, Ниш 1965.
- Нови миљоказ Филипа I Арабљанина. Прилог топографији античког Наиса, Старинар XVIII, 1968, 55–61.
- Палеографија римских наптиса из Горње Мезије, Археолошки институт, Посебна издања, књ. 14, Београд 1975.
- Naissus-Remesiana-Horreum Margi, Insriptions de la Mésie Supérieure vol. IV, Centre d’études épigraphiques et numismatiques de la Faculté de philosophie del’Université de Beograd, Beograd 1979.
- Ниш у античко доба, у: Историја Ниша. Од најстаријих времена до ослобођења од Турака 1878. године, том I, Историјски институт Београд, Градина, Ниш 1983, 53–75.
- NAISSUS – задужбина цара Константина, у: Римски царски градови и палате у Србији, приредио Д. Срејовић, САНУ, Галерија САНУ, књ. 73, Београд, 1993, 57–81.
- Медијана. Резиденција римских царева, САНУ, Археолошки институт Београд и Народни музеј Ниш, Београд 1994.
- Villa and domus tribuni at Mediana, The Age of Tetrarchs, ed. D. Srejović, Scientific Meetings vol. LXXV, The Section for Historical Sciences vol. 24, Belgrade 1995, 232–241.
- Медијана. Античко насеље са вилама, Старинар XLVII, Београд 1996, 295–300.
- P. Petrović et alii, Tabula Imperii Romani. Naissus, Dyrrhachion, Scupi, Serdica, Thessalonike. D’aprčs la Carte internationale du monde au 1:1,000,000. K 34. Sofia, Ljubljana 1976, passim.
- П. Петровић, Б. Дељанин, Тврђава, изд. Народни музеј Ниш, Ниш 1965.
- S. Dušanić, P. Petrović, Epigraphic Contributions from the National Museum of Niš, Živa Antika XII, Skopje 1963, 365–385.
- Lj. Zotović, N. Petrović, P. Petrović, Niš, Medijana, antičke terme, Arheološki pregled 9, Beograd 1967, 99–100.
- Lj. Zotović, N. Petrović, P. Petrović, Niš, Jagodin mala – kasnoantička nekropola, Arheološki pregled 9, Beograd 1967, 115–116, T. XXXIX.

## Spoljašnje veze
- Projekat Rastko, Petar Petrović
- Petar Petrović (1938-1997)